# Schloss Ort

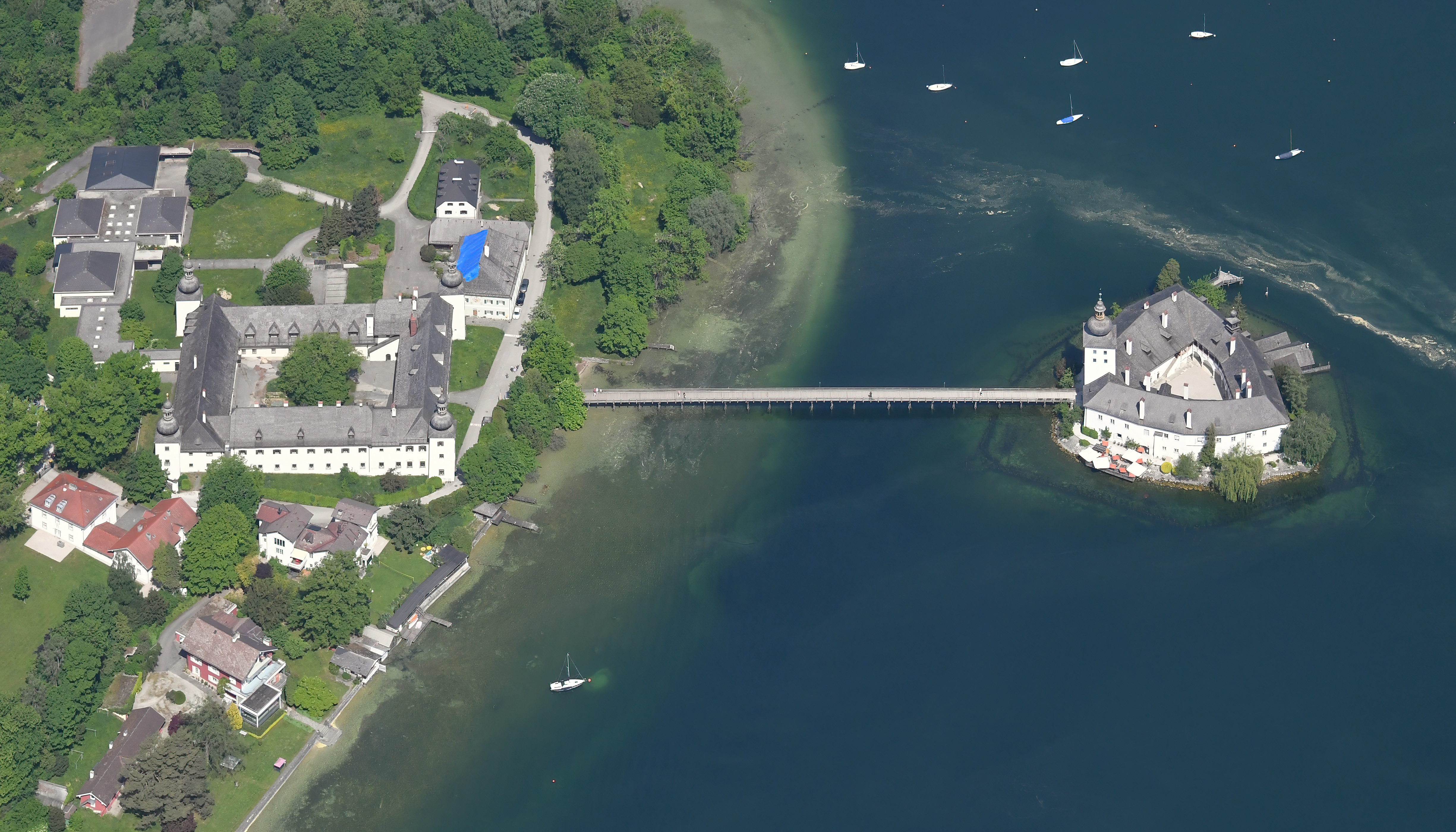
Luftbild des Landschlosses und Seeschlosses Ort

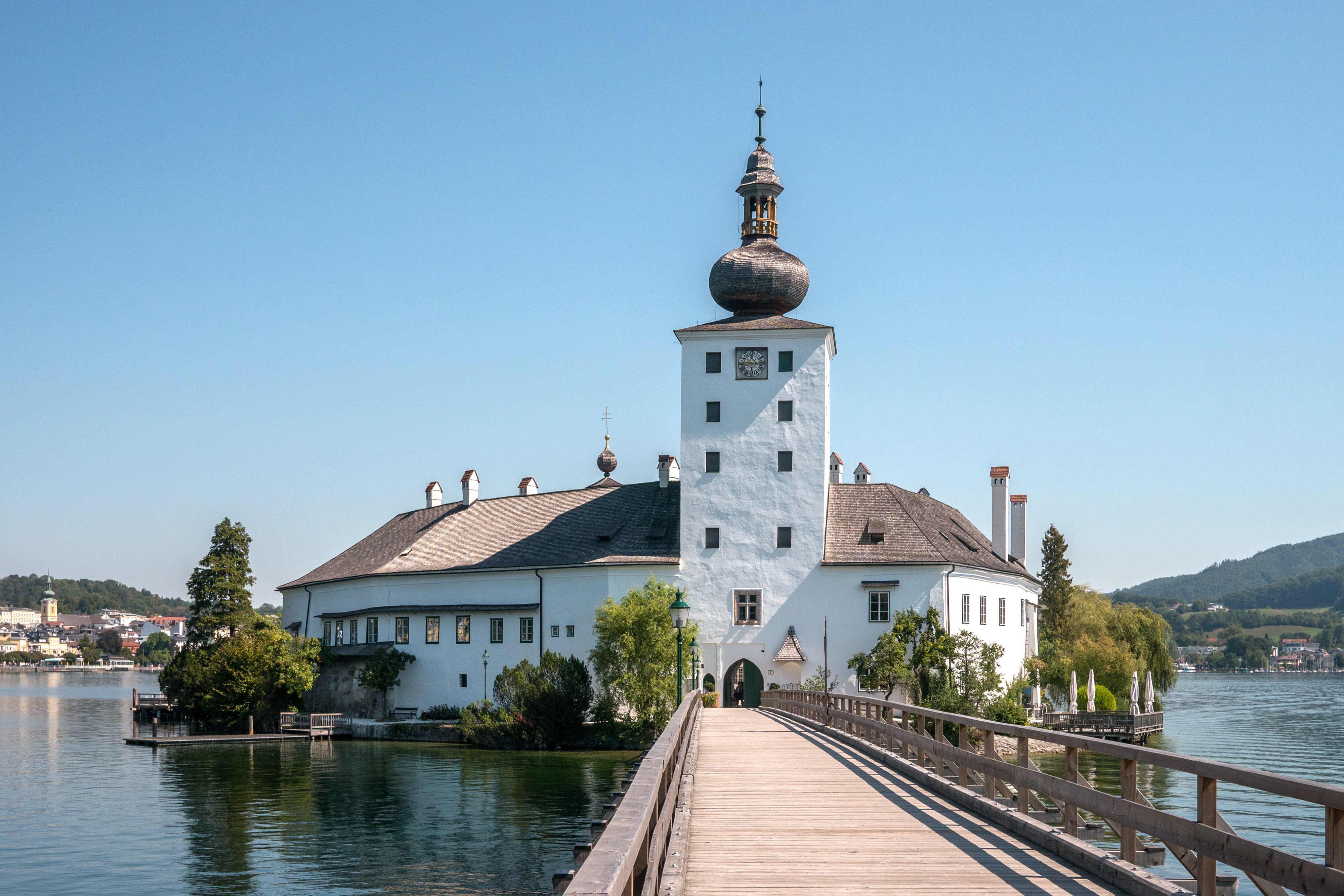
Seeschloss Ort, bekannt aus der Fernsehserie „Schlosshotel Orth“ –- im Vordergrund die bekannte Brücke

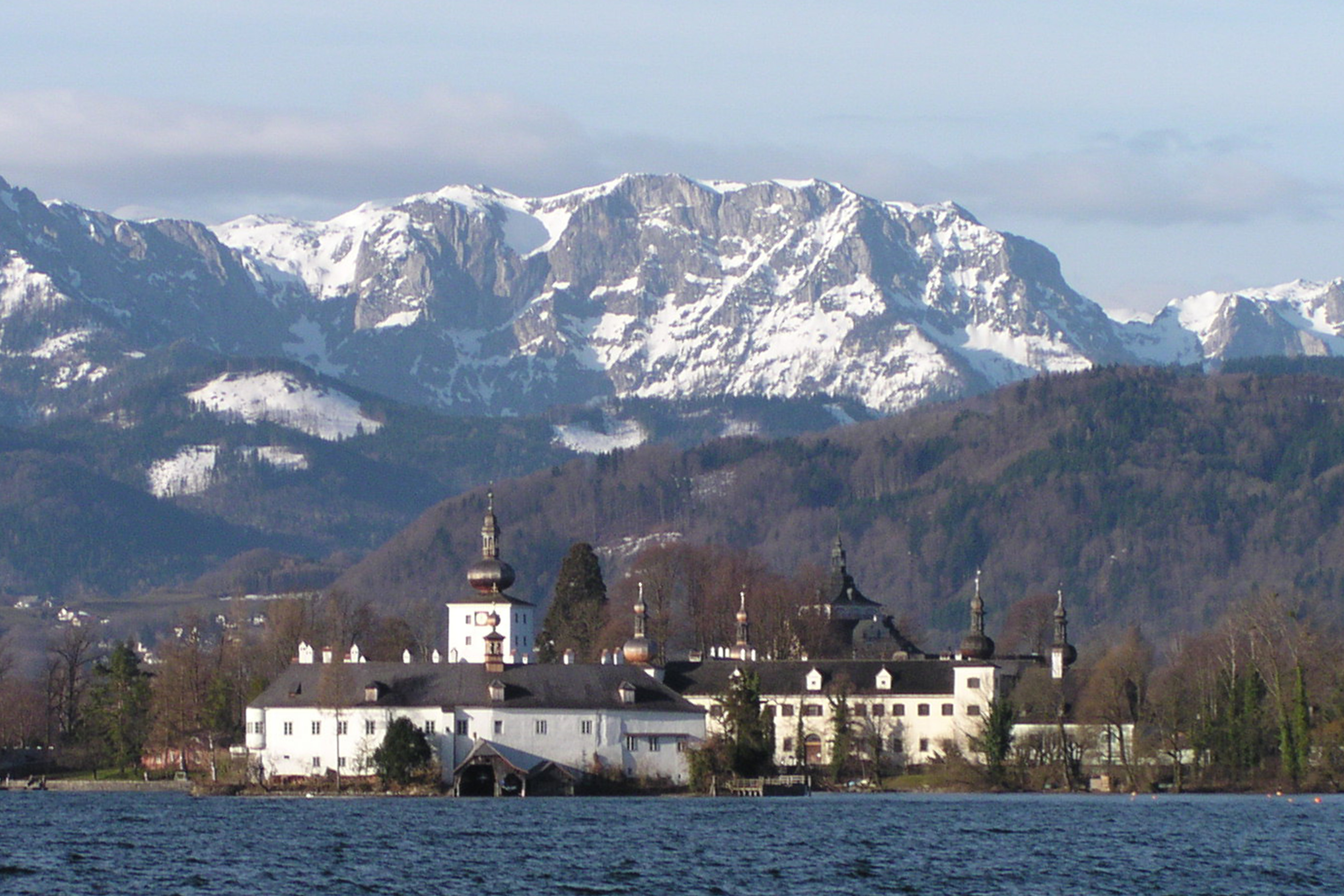
Links: Seeschloss Ort mit Bootshaus und Schiffsteg; rechts dahinter: Landschloss Ort

Das Schloss Ort (bis ins frühe 20. Jahrhundert auch Orth geschrieben) ist ein Komplex aus zwei Schlössern am Traunsee und befindet sich auf der Insel Ort im Ortschaftbestandteil Ort der Stadt Gmunden in Oberösterreich. Es besteht aus dem bekannteren Seeschloss auf einer Insel im Traunsee und dem über der Brücke angebundenen Landschloss. Das Seeschloss zählt zu den ältesten Gebäuden des Salzkammergutes. Es diente als Außenkulisse für die Fernsehserie Schlosshotel Orth.

## Geschichte

### Mittelalter und frühe Neuzeit (nur: Seeschloss)
Schloss Ort – gemeint ist das Seeschloss – wurde im Jahr 909 und später 1053 erstmals urkundlich erwähnt. Ursprünglich war das Schloss eine Wasserburg, wurde jedoch nach dem Brand 1626 in der heutigen Form wiedererrichtet. Das Seeschloss ist eine unregelmäßige Anlage um einen dreieckigen Hof mit zweiseitig-doppelgeschoßigen Bogengängen und einer spätgotischen Außenstiege. 
Die ersten Herrscher über die „Veste Ort“ waren die Herren von Ort, steirische Ministerialen. Der erste von ihnen war Hartnid/Hartneid von Ort, ein Urenkel des bayerischen Pfalzgrafen Aribo II. Die Orter herrschten vom 10. Jahrhundert an bis 1244, als der letzte der Ritter in den Kerker geworfen wurde. Das Seeschloss (das Landschloss wurde erst 1634 errichtet) wechselte in der folgenden Zeit immer wieder den Lehnsherrn, bis es 1483 an den Habsburger Kaiser Friedrich III. fiel, der es als (sehr beliebtes) Lehen ausgab. Am Ende des 16. Jahrhunderts wurde das Schloss von der Stadt Gmunden gekauft, die durch den Salzhandel sehr reich geworden war. Diese musste es jedoch schon 1603 wegen der hohen Erhaltungskosten wieder an den Habsburger Kaiser Rudolf II., zurückverkaufen.

### 17. Jahrhundert

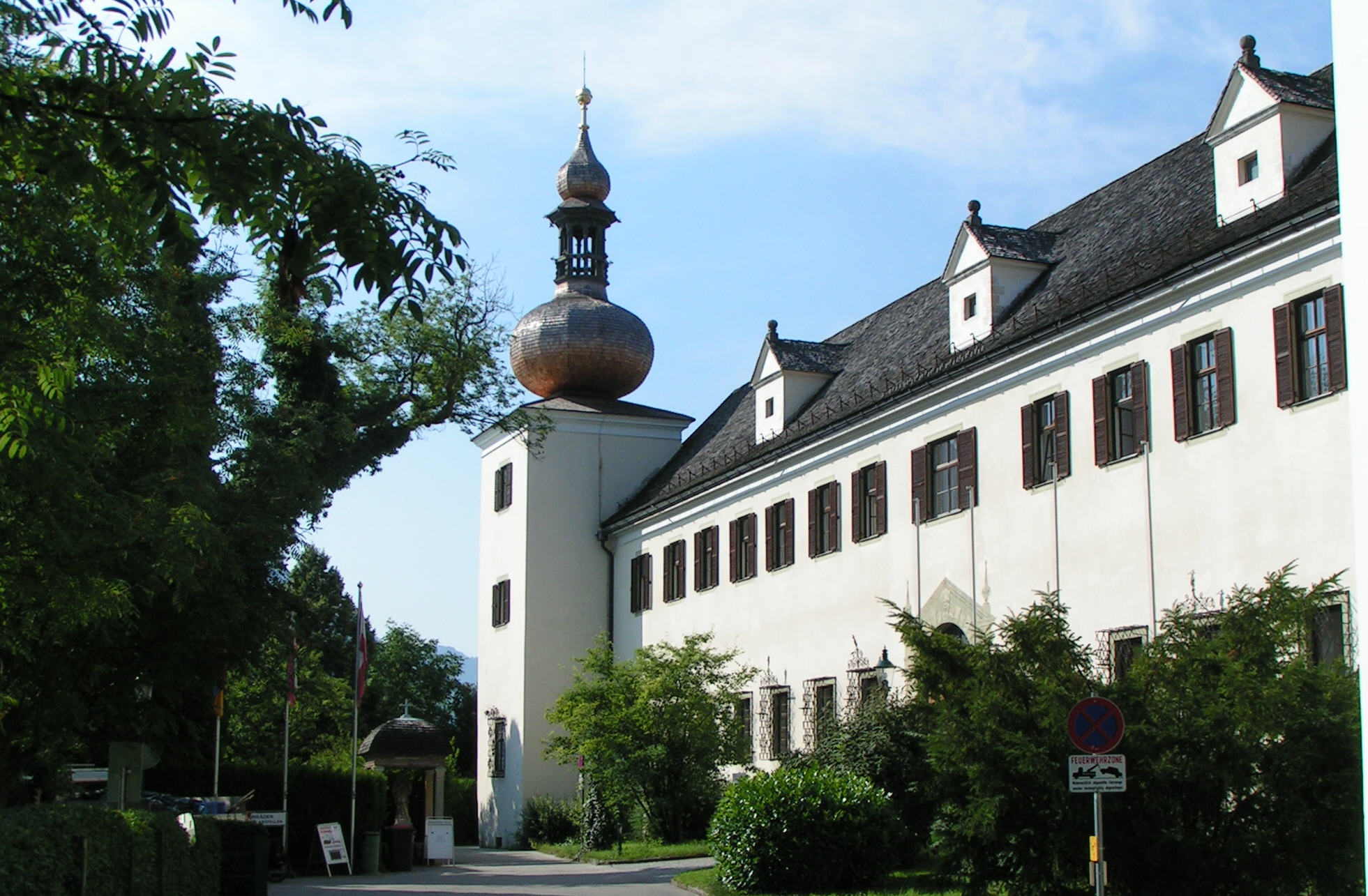
Landschloss Ort

Im Jahre 1620 wurde Oberösterreich (das damalige „Land ob der Enns“) an Bayern verpfändet. Der bayerische Herzog setzte in Linz Adam Graf von Herberstorff als Statthalter von Oberösterreich ein. Graf Herberstorff, der kurz zuvor die Witwe des Feldmarschalls Veit zu Pappenheim, Maria Salome Freiin von Preysing-Kopfsburg geheiratet hatte, erhielt das frühere Seeschloss der Herren von Scherffenberg. Zudem bekam er die Herrschaft Tollet im Hausruckviertel, welche der protestantischen Familie der Jörger von Tollet entzogen worden war, und machte es zu seinem Wohnsitz sowie seiner Regierungszentrale. Der neue Inhaber des Schlosses war ein sehr grausamer Herrscher, der sehr hohe Steuern und Zehnte einhob. Als die Bauern sich das erste Mal gegen ihn aufzulehnen versuchten, lud er alle Anführer für „friedliche Gespräche“ am 15. Mai 1625 auf das Haushammerfeld bei Frankenburg. Nachdem alle Bauern angekommen waren, ließ Graf Herberstorff 36 mutmaßliche Rädelsführer von seinen Soldaten umzingeln und eins gegen eins um ihr Leben würfeln. Dieses historische Ereignis ging als Frankenburger Würfelspiele in die österreichische Geschichte ein.
Graf Herberstorff hatte gehofft, den Bauern durch diese Würfelspiele Furcht einzujagen, jedoch ließen sich diese nicht einschüchtern und es kam 1626 zu den oberösterreichischen Bauernkriegen. Insgesamt konnten sich 5000 Bauern am Gmundener Hochkogel verschanzen und die erste Schlacht gegen ein bayrisch-österreichisches Heer gewinnen. Hoch ermutigt durch ihren Sieg griffen sie verschiedene Adelshäuser in Gmunden an und brannten diese nieder. Auch die Wirtschaftsbetriebe und Stallanlagen an der Stelle des heutigen Landschlosses wurden niedergebrannt. Am darauffolgenden Tag wurde das Schloss angegriffen, geplündert und großteils abgebrannt. Nur plötzliche Regenfälle konnten ein weiteres Ausbreiten des Feuers verhindern. Einen Monat später, am 15. November 1626, wurden die Bauern bei Pinsdorf vernichtend geschlagen.
Nach dem Tod von Graf Herberstorff am 11. September 1629 ging das Schloss in den Besitz seiner Frau Maria Salome über, die es 1634 an ihren Schwiegersohn Johann Warmund – ab 1645 Reichsgraf von Preysing (* 1573, † 1648) – verkaufte.
1634 wurde das Seeschloss in der heutigen Form wiedererrichtet. 1637 wurde die Herrschaft zur Grafschaft erhoben.

### 18. und 19. Jahrhundert

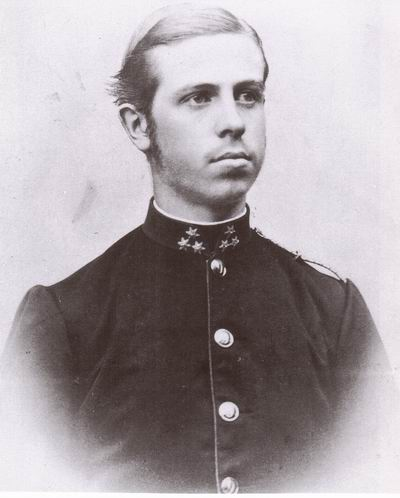
Johann Salvator, ab 1889: Johann Orth

Nach 1690 gehörte das Schloss wieder den Landesherren aus dem Hause Habsburg. Diese setzten hier einen Pfleger ein, der beide Schlösser sowie das Gebiet Ort verwaltete, jedoch dem Salzamtmann in Gmunden direkt unterstellt war. Zwischen dem 15. Jahrhundert und 1848 befand sich innerhalb der Schlossmauern auch die hohe Gerichtsbarkeit für die Gegend des heutigen Bezirks Gmunden (außer dem Land innerhalb der Gmundner Stadtmauern). Heute können noch drei der ursprünglichen vier Kerkerzellen und der Hungerturm besichtigt werden.
Im Jahr 1867 kaufte Leopold II. von Toskana das Seeschloss und gab es an seinen Sohn, den Erzherzog Johann Salvator von Österreich-Toskana, weiter. Innerhalb der nächsten dreißig Jahre wurde das gesamte Gebiet Ort von den Großherzögen der Toskana gekauft, die hier ihren Exilsitz einrichteten. Erzherzog Johann wandte sich kurze Zeit später vom Hochadel ab und legte alle seine Adelstitel nieder. Er nannte sich fortan nach den Schlössern Johann Orth und heiratete seine langzeitige Lebensgefährtin, die Schauspielerin Milli Stubel. Im März 1890 reiste er mit seinem Dreimaster St. Margaret zunächst nach La Plata. Das nächste Reiseziel, das er gemeinsam mit seiner Ehefrau im Juli 1890 ansteuerte, war nach einer Umsegelung von Kap Hoorn Valparaiso. Sein Schiff erreichte jedoch niemals den Zielhafen und Johann Orth wurde als verschollen gemeldet. Im Jahr 1911 wurde er für tot erklärt und die Schlösser fielen an den österreichischen Kaiser Franz Joseph zurück.

### 20. Jahrhundert und Gegenwart
1915 erwarb das k.k. Forstärar die Domäne. Nach dem Ersten Weltkrieg 1918 gingen die Schlösser in den Besitz der Bundesforste über. 1988 wurde das Seeschloss zum Verkauf angeboten und 1995 von der Stadtgemeinde Gmunden für 60 Millionen Schilling erworben. Es wurde daraufhin für 70 Millionen Schilling renoviert. Im Landschloss Ort war bis September 2019 eine forstliche Ausbildungsstätte des Bundesministeriums für Land- und Forstwirtschaft, Umwelt und Wasserwirtschaft untergebracht (FAST Ort), die an den Waldcampus Österreich in Traunkirchen verlegt wurde.
Das Schloss war unter anderem Drehort der 1973 erschienen Schlager- und Verwechslungskomödie Blau blüht der Enzian. Zwischen 1996 und 2004 war das Schloss Schauplatz der erfolgreichen Fernsehserie Schlosshotel Orth (144 Folgen à 45 Minuten), was bei Touristen zu einiger Verwirrung führte, da die Schlossmauern kein Hotel, sondern nur ein Restaurant mit Weinstube beherbergen.
Eine Besonderheit des Schlosses ist das Uhrwerk aus dem Jahre 1634, das heute immer noch täglich per Hand aufgezogen werden muss.
Heute beherbergt das Schloss das Restaurant Orther Stub’n und das Geschäft Souvenirladen Orther Stub´n. Außerdem finden oft Veranstaltungen (Konzerte, Lesungen) sowie bis zu 362 Hochzeiten im Jahr hier statt.

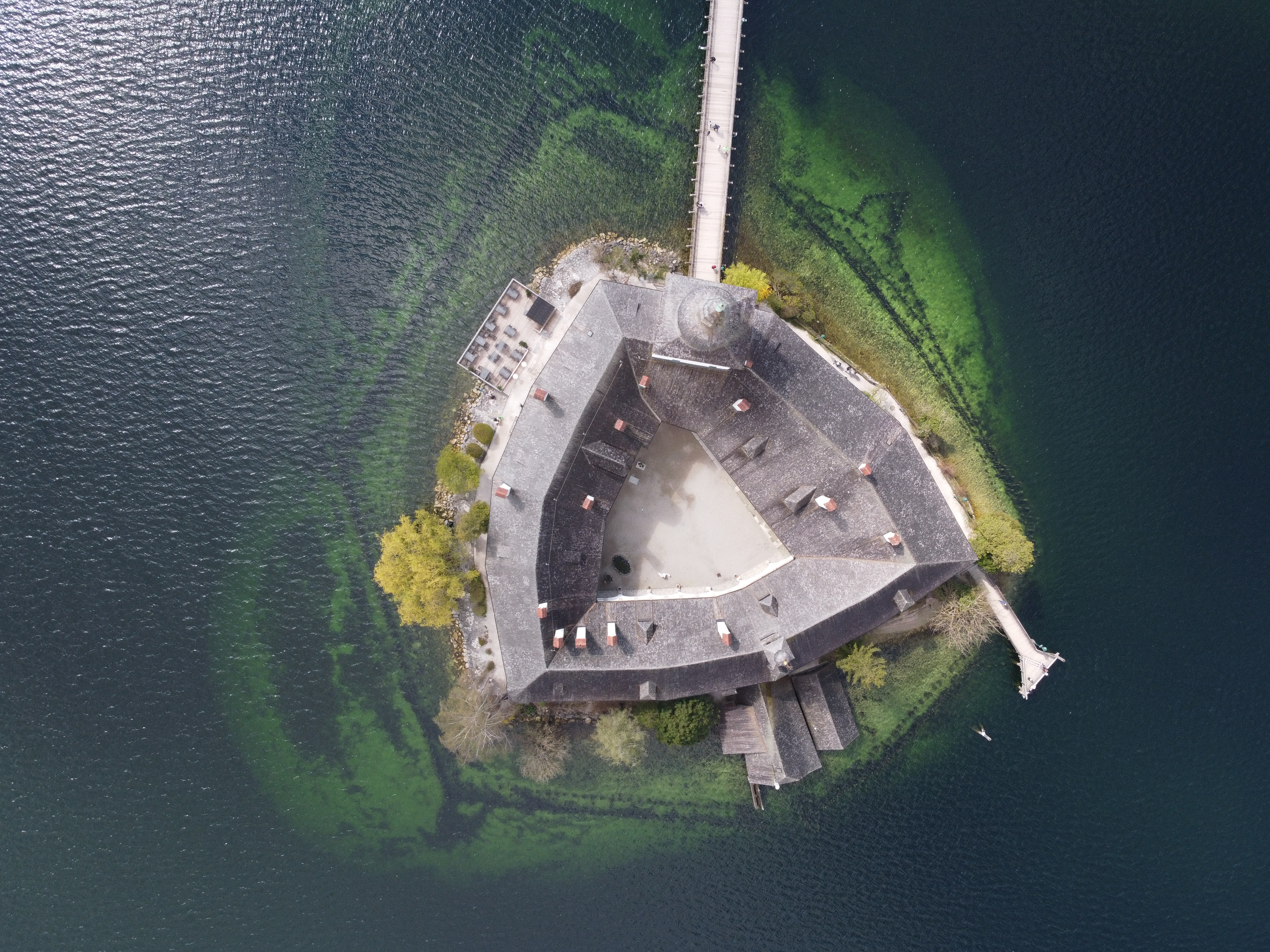
Vertikalansicht vom Schloss Ort (April 2023)

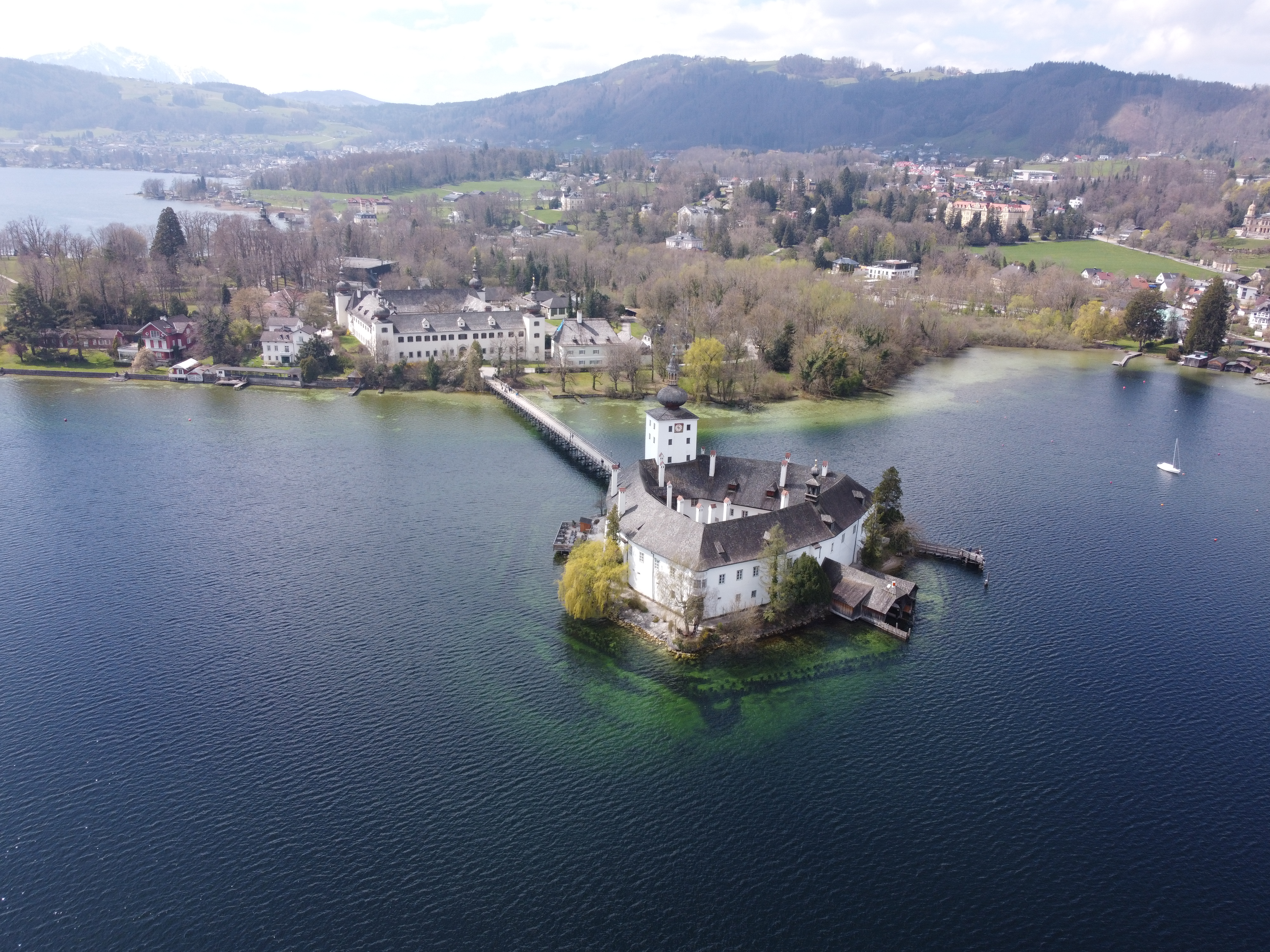
Luftaufnahme vom Schloss Ort (April 2023)

Die Verlandungszone Orter Bucht im Westen des Seeschlosses steht unter Naturschutz.

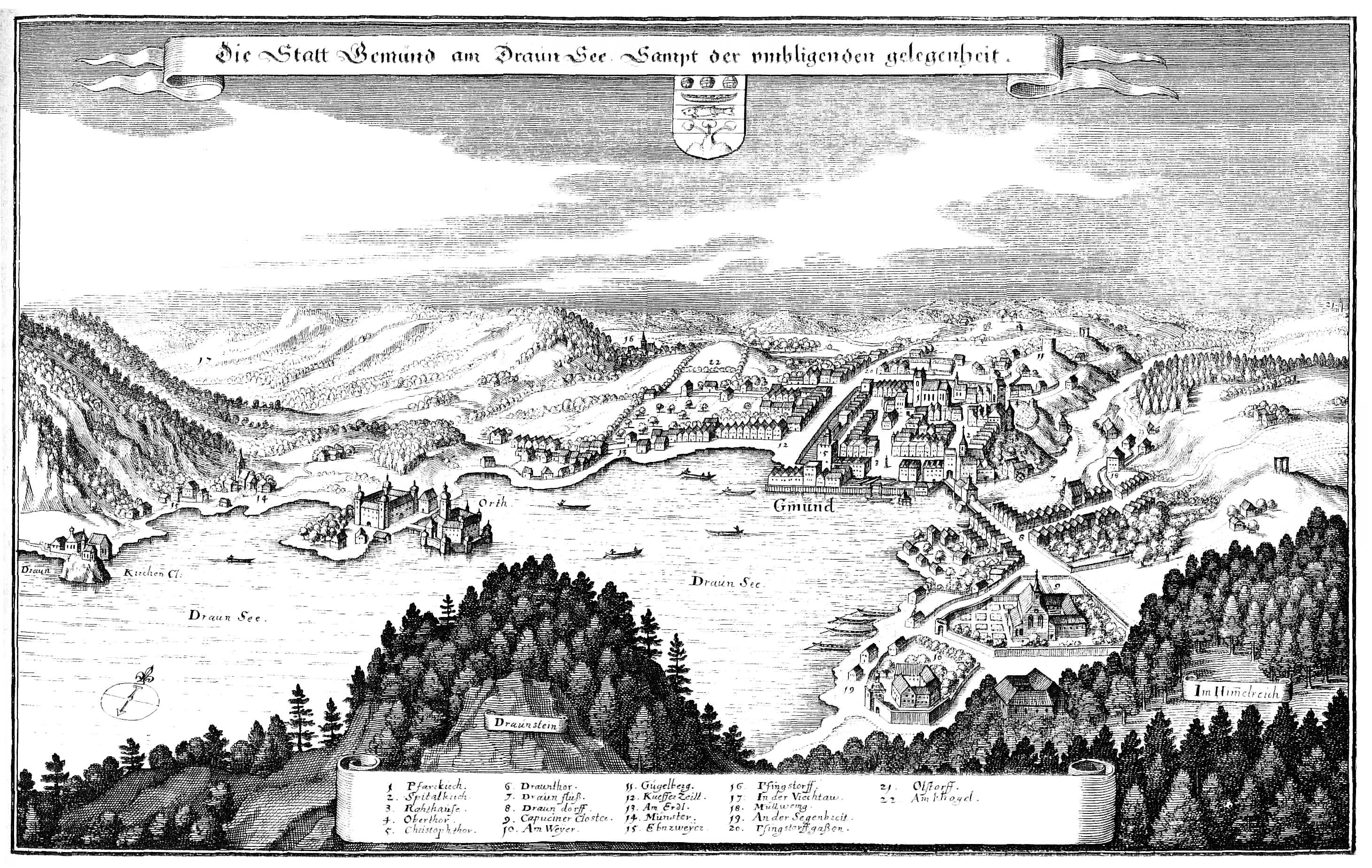
Traunsee mit Schloss Ort von 1656 von Matthaeus Merian
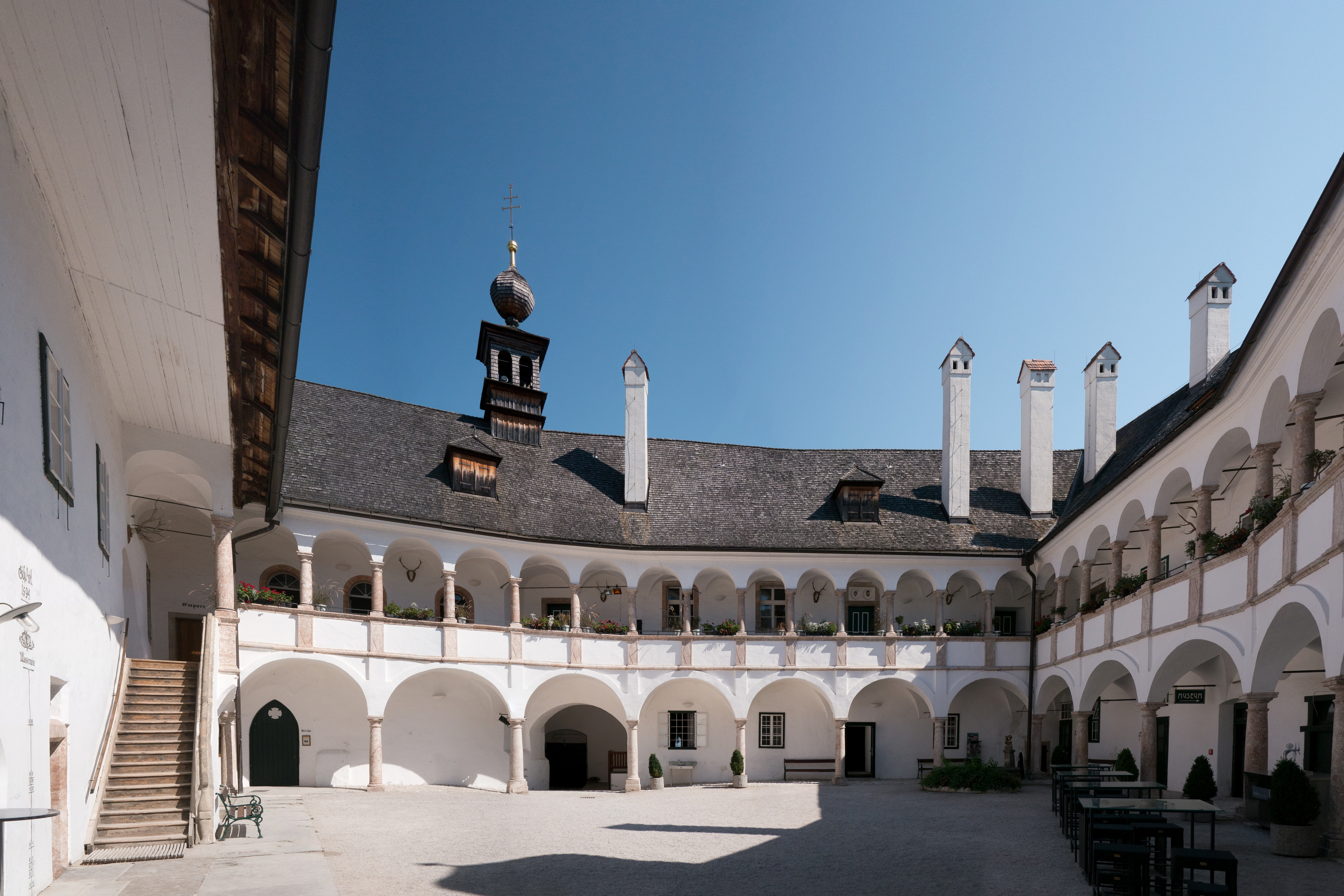
Innenhof von Schloss Ort
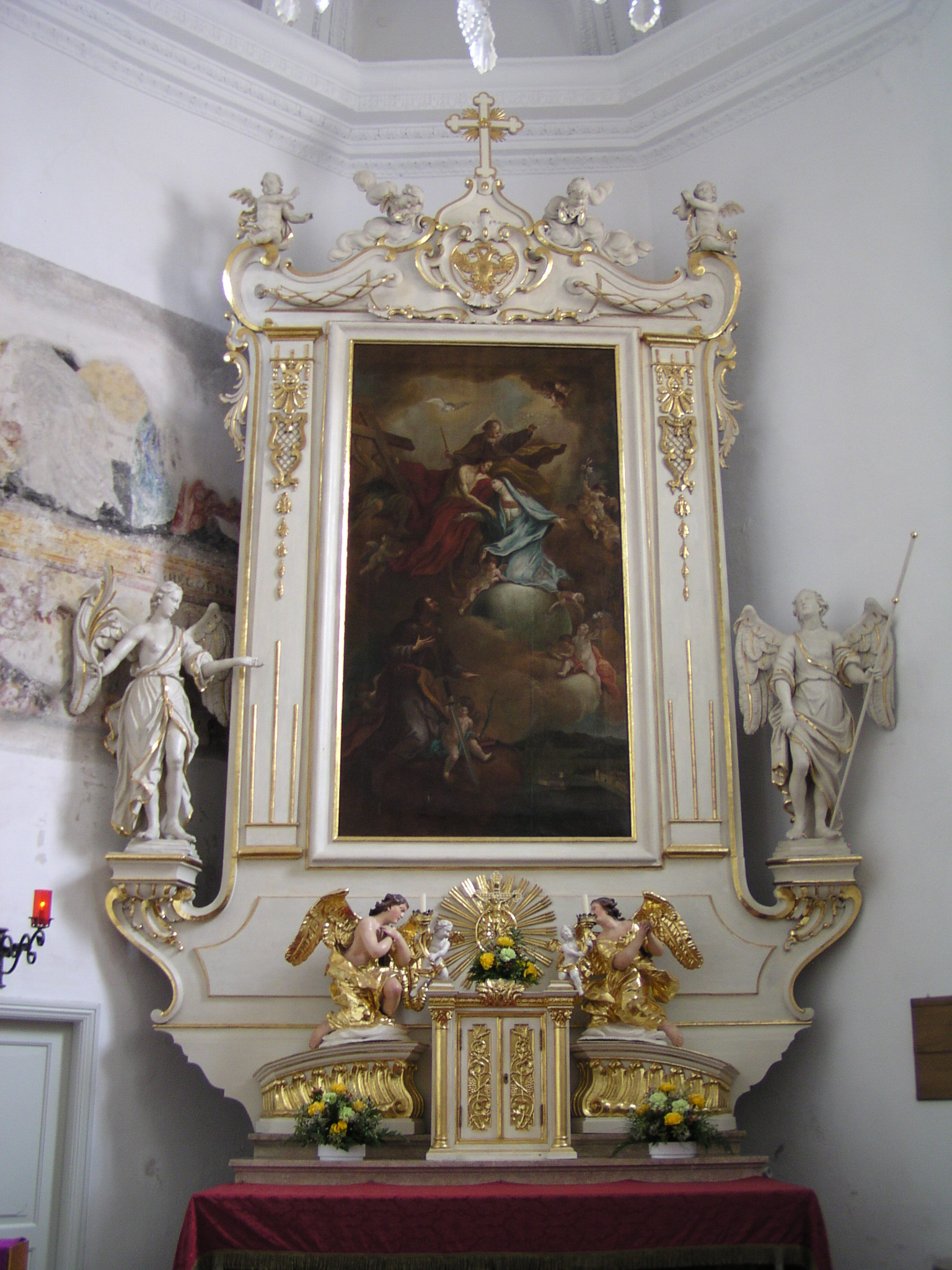
Hochaltar in der Kapelle

## Landschloss Ort

### Geschichte
Das Landschloss Ort ist eine quadratisch angelegte Gebäudegruppe, die in der ersten Hälfte des 17. Jahrhunderts aus dem Vorwerk des Seeschlosses entstand. Dieses war in den Bauernkriegen mitsamt dem Meierhof niedergebrannt worden und dann als Schloss 1626–1629 neu aufgebaut worden. Unter Erzherzog Johann Salvator wurde das Innere des Schlosses stark umgebaut. Während des Ersten Weltkrieges war hier ein Lazarett untergebracht. Von 1919 bis 2018 wurde es als staatliche Forstschule und als Seminar- und Kongresszentrum genutzt.

### Baulichkeit
Der quadratische Hof wird von vier mit Zwiebelhelmen gekrönten Türmen markiert. An den Außenseiten befinden sich schmiedeeiserne Fensterkörbe aus der 1. Hälfte des 17. Jahrhunderts. Im Innenhof sind die Wappen der früheren Schlossbesitzer angebracht; hier befindet sich auch ein Rokokobrunnen mit der Jahreszahl 1777. Der Festsaal ist mit einer bemalten Holzkassettendecke von 1604–1612 ausgestattet. An der Wand sieht man Großgemälde von der 1. Internationalen Jagdausstellung (Wien, 1910). Die Stuckrahmen der Türen und der Kamine stammen ebenfalls aus der Erbauungszeit des Landschlosses.
Das Schloss wurde bis September 2018 als Forstliche Ausbildungsstätte genutzt, die organisatorisch zum Bundesforschungs- und Ausbildungszentrum für Wald, Naturgefahren und Landschaft gehört.

Landschloss Ort
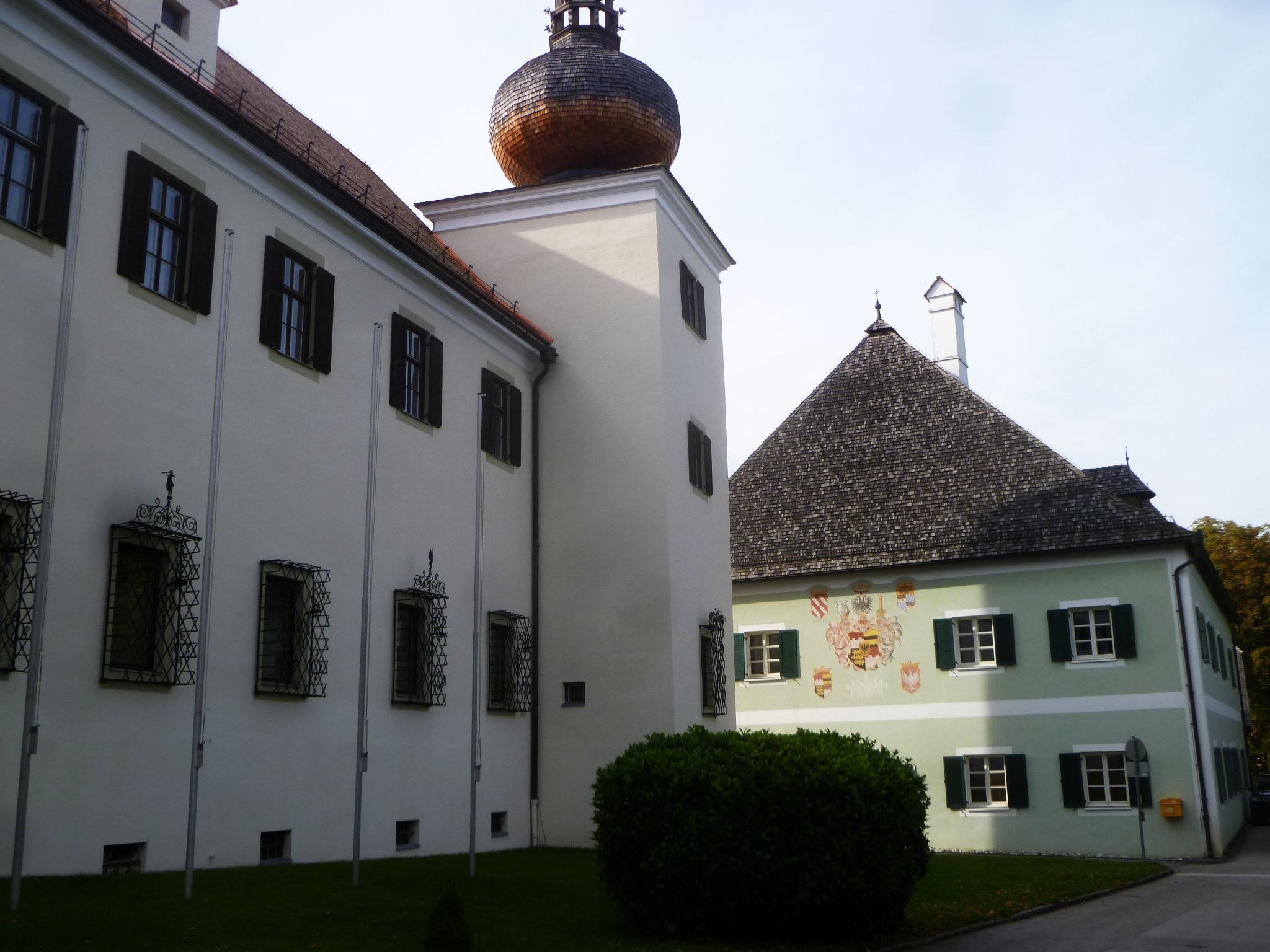
Landschloss Ort
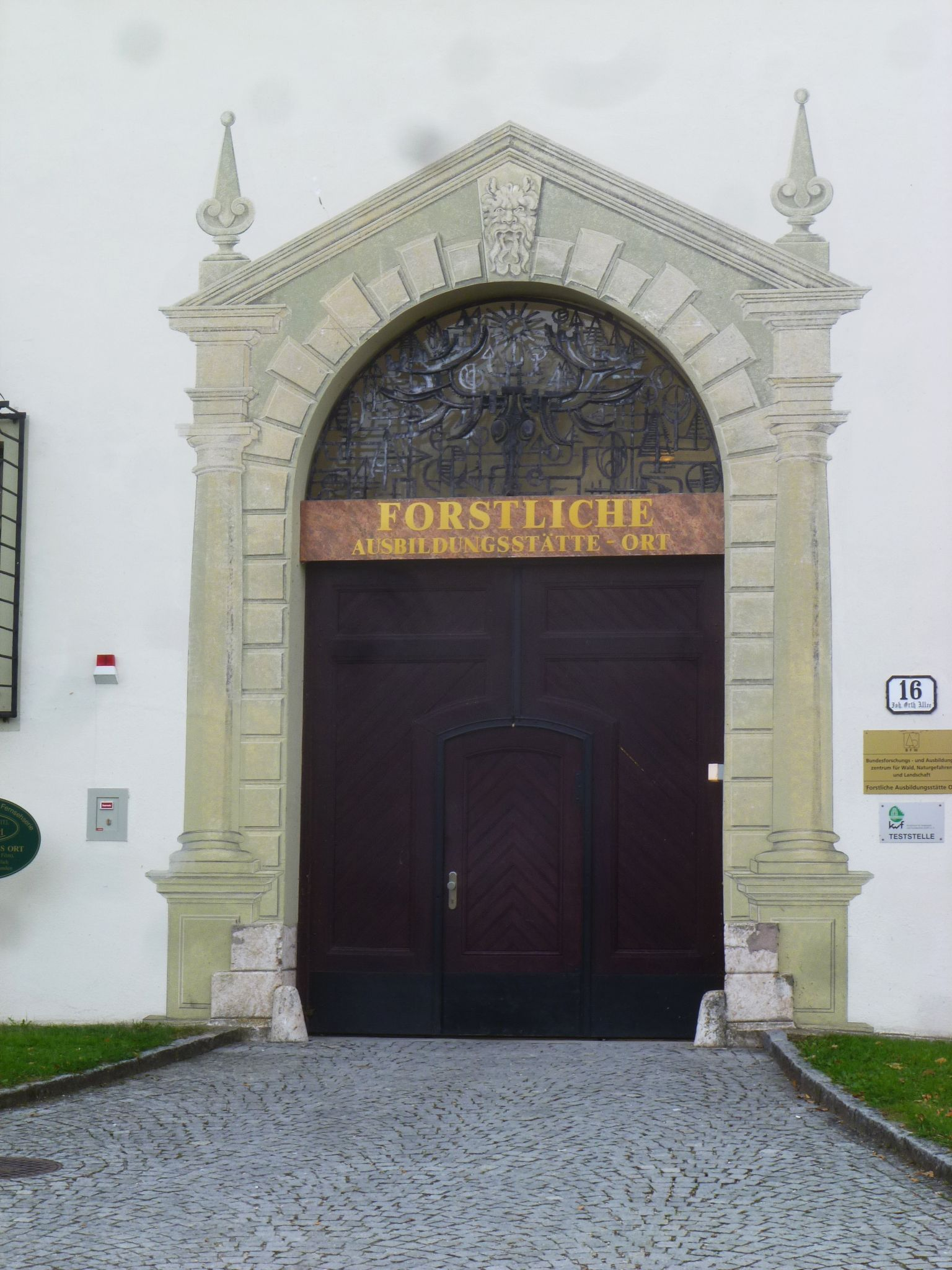
Eingangsportal
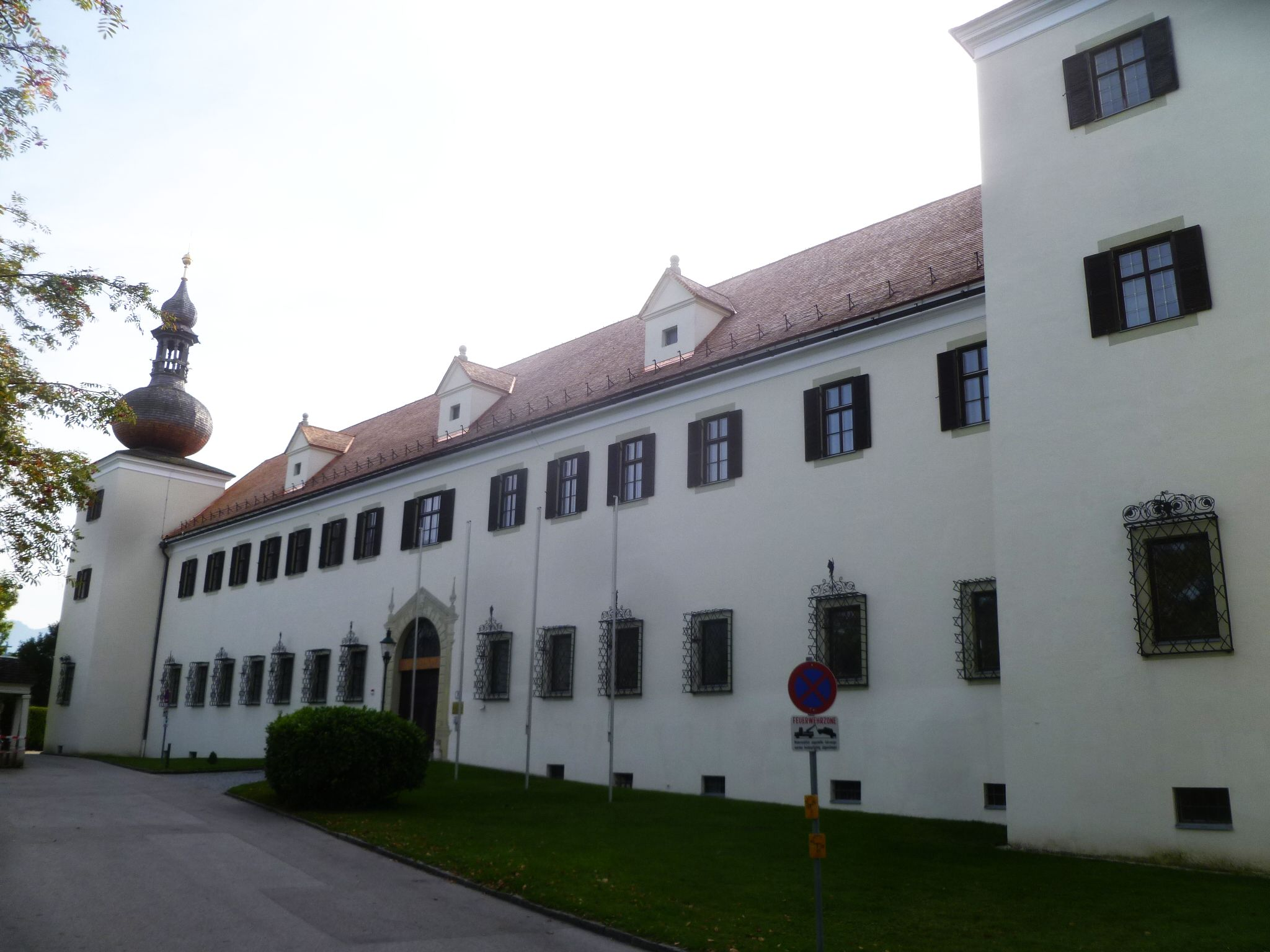
Front zur Seeseite
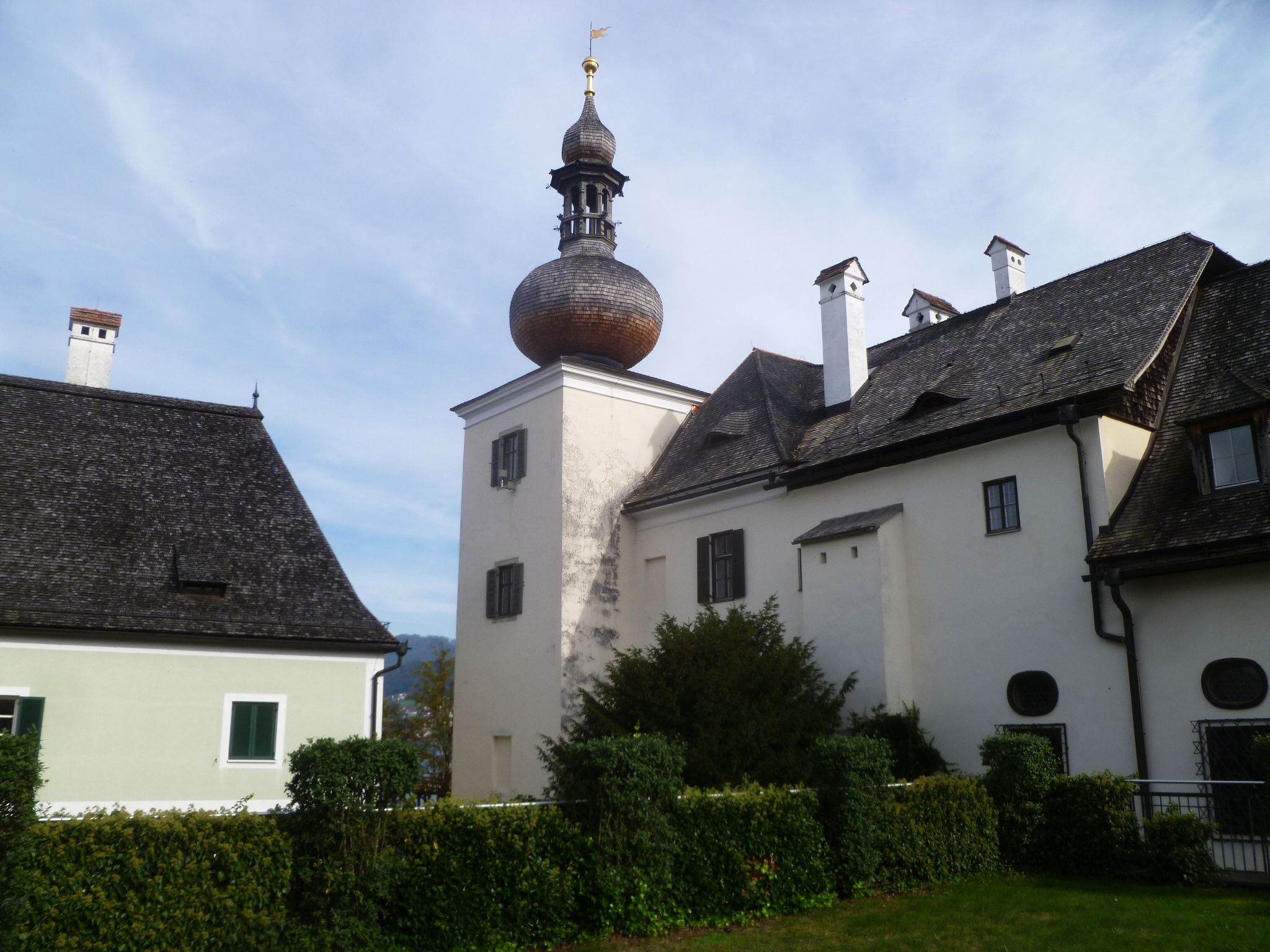
Zwiebelturm

## Sehenswertes im Seeschloss Ort

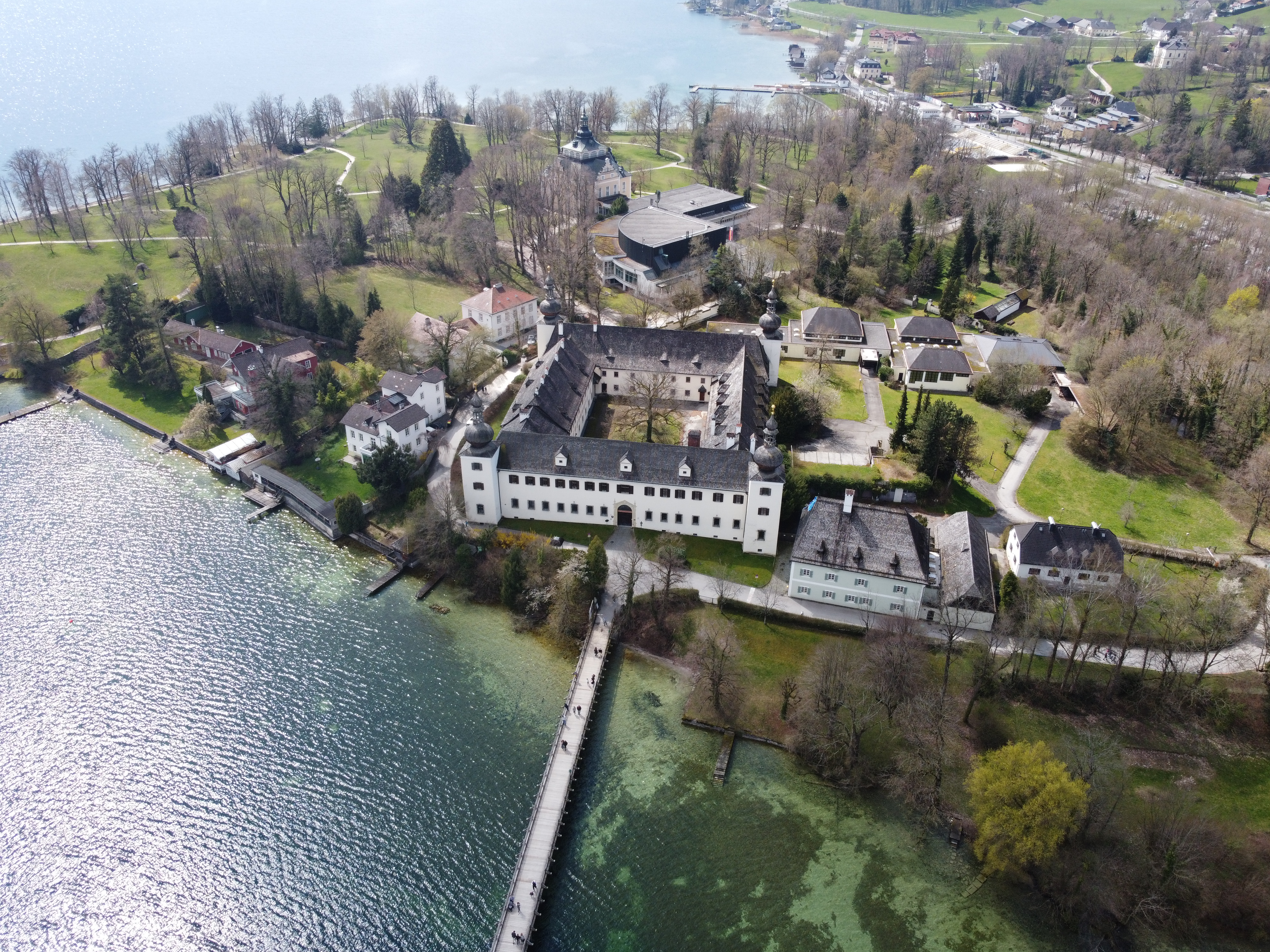
Luftaufnahme vom Landschloss Ort (April 2023)

- Romantischer Innenhof im spätgotischen Stil
- Palas (Innenräume)
- Wappensaal (Innenräume)
- Kirche (1634 errichtet), Jakob dem Älteren gewidmet
- Hungerturm
- Kerkerzellen und Museum

## Medien
- Illustration von Daniel Meisner von 1626: Gmünden.Ort. Bonis nocet, qui malis parcit (Digitalisat).
- Schloss Ort als 3D-Modell im 3D Warehouse von SketchUp